# Jenieckie Igrzyska Olimpijskie 1944
Jenieckie Igrzyska Olimpijskie 1944 – zawody sportowe, które odbyły się w dniach 30 lipca do 16 sierpnia w Oflagu II D Gross Born i od 23 lipca do 23 sierpnia w Oflagu C Woldenberg.

## Oflag II D Gross Born
Z inicjatywą zorganizowania igrzysk jenieckich w Oflagu II D Gross Born wystąpił Zygmunt Weiss. Na czele komitetu organizacyjnego stanął płk dypl. Ignacy Izdebski. Igrzyska zostały przeprowadzone zgodnie z ceremoniałem olimpijskim. Znicz olimpijski zapalono w baraku mieszczącym obozowy teatr  w obecności polskiego kierownictwa obozu. Zygmunt Weiss poprowadził defiladę zawodników oraz złożył przysięgę olimpijską. Następnie wciągnięto olimpijską flagę jednak z powodu braku zgody Niemców koła olimpijskie zostały zastąpione emblematami klubów sportowych Legii, Wisły, Warty, Pogoni i ŁKS. Podczas igrzysk  rozegrano zawody w lekkoatletyce, piłce nożnej, siatkówce i koszykówce oraz skrócony bieg maratoński. Obozowa olimpiada została upamiętniona przez pocztę wydaniem 15084 znaczków.

## Oflag C Woldenberg
Z inicjatywą zorganizowania igrzysk jenieckich w Oflagu II C Woldenberg wystąpiło na początku 1944 roku kierownictwo Związku Wojskowych Klubów Sportowych. 25 czerwca 1944 na zebraniu Rady Wychowania Fizycznego, Związku Wojskowych Klubów Sportowych i Koła Wychowawców Fizycznych ustalono termin igrzysk które miały nosić nazwę Rok Olimpijski w Obozie II C. Igrzyska odbywały się w dniach od 23 lipca do 13 sierpnia. Honorowy patronat nad zawodami objął generał Jan Chmurowicz oraz pułkownik Wacław Młodziakowski. Na czele Komitetu Organizacyjnego stanął Antoni Grzesik. W komitecie organizacyjnym byli także olimpijczycy Wojciech Trojanowski i Witalis Ludwiczak. Podczas ceremonii otwarcia zawodów przy dźwiękach fanfary olimpijskiej flagę na maszt wciągnął Eryk Kowalski. W programie igrzysk znalazły się  boks, koszykówka, lekkoatletyka, piłka nożna, piłka ręczna i siatkówka. Poza konkursem rozgrywany był turniej drużynowy w szachach. Oprócz zawodów sportowych przeprowadzono także konkurs literacki, plastyczny i muzyczny. Zwycięzcą w kategorii wiersz był Jan Knothe za wiersz Modlitwa olimpijska. Drugie miejsce zajął Edward Fischer za wiersz Pieśń o Trampie a trzecie Ludwik Natanson za wiersz Łuczniczka i Władysław Mielczarek Stadion pod Słońcem.